# Christoph Deumling

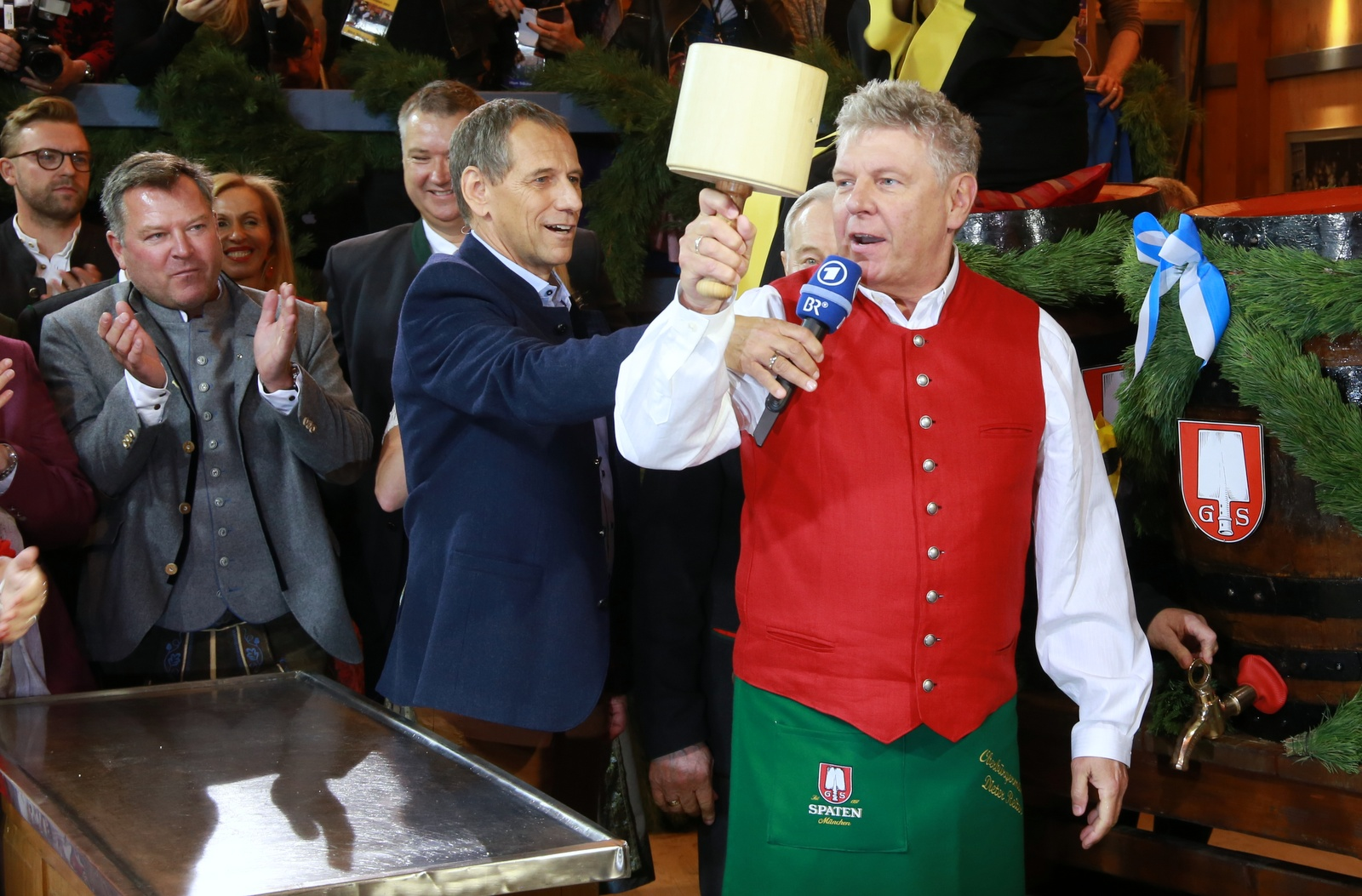
Christoph Deumling beim Wies'n Anstich mit dem Oberbürgermeister (rechts) und dem 2. Bürgermeister von München (links) im Jahr 2017

Christoph Deumling (* 17. April 1957 in München) ist ein deutscher Journalist, Radio- und Fernsehmoderator.

## Ausbildung
Deumling machte nach Erreichen der Mittleren Reife eine Berufsausbildung zum Industriekaufmann. Außerdem absolvierte er ein Sprechertraining.

## Fernsehen
Ab 1984 war Deumling für den Bayerischen Rundfunk tätig, zunächst als Moderator für das Pilotprojekt Stadtrundschau, danach als Nachrichtensprecher für die Rundschau.
1987 moderierte er im Ersten gemeinsam mit Ingrid Peters den Vorentscheid zum Eurovision Song Contest 1987 und kommentierte danach das Finale in Belgien mit Lotti Ohnesorge. Von 1988 bis 1995 präsentierte er das Tierquiz Mich laust der Affe in der ARD. Ebenso im Ersten führte er von 1996 bis 2000 durch die Sendung Rolle rückwärts sowie durch die Sendung Bayernstudio bzw. Bayern im Ersten.
Außerdem war er von 1993 bis 2003 als Moderator für das Freizeit-Magazin im Bayerischen Fernsehen im Einsatz. Von 1994 bis 2012 fungierte er als Co-Moderator der BR-Benefizsendung Sternstunden-Gala.
Darüber hinaus moderierte er von 1990 bis 2019 insgesamt dreißig Mal für das Bayerische Fernsehen die alljährliche Live-Übertragung O’zapft is! beim Fassanstich des amtierenden Münchner Oberbürgermeisters zur Eröffnung des Oktoberfests.
Von 2011 bis 2023 moderierte er die alljährliche Live-Übertragung des Starkbieranstichs auf dem Münchner Nockherberg sowie die anschließende Gesprächssendung Sauber derbleckt.
Von 2005 an moderierte Christoph Deumling die Abendschau des Bayerischen Fernsehens. Am 31. März 2023 beendete er seine Karriere beim Bayerischen Rundfunk nach fast 40 Jahren und moderierte seine letzte Ausgabe der Abendschau. Darin wurde er in einer Art Sondersendung vom Bayerischen Rundfunk offiziell in den Ruhestand verabschiedet.

## Radio
Von 1991 bis 1996 war Christoph Deumling im Morgentelegramm auf Bayern 3 zu hören sowie gelegentlich auch in der Sendung Bayern 3 am Nachmittag. 1996 wechselte er zum Hörfunkprogramm Bayern 1, wo er seitdem die Sendung Bayern 1 am Vormittag moderierte. Außerdem war er auf Bayern 1 ebenfalls seit 1996 Moderator der samstäglichen Fußballübertragung Heute im Stadion,  welche er im Oktober 2015 zum 500. Mal präsentierte. Am 14. Mai 2016 moderierte Deumling zum 511. und letzten Mal diese Sendung. Nach fast 20 Jahren beendete er diese Tätigkeit, um an Wochenenden mehr Zeit für seine Familie zu haben. Die werktägliche Sendung Bayern 1 am Vormittag präsentierte Deumling noch bis zum 17. Dezember 2021.

## Auszeichnung
Im Juli 2017 wurde Deumling mit dem Bayerischen Sportpreis in der Kategorie „Herausragende Präsentation des Sports“ für die Moderation der Radio-Fußballsendung Heute im Stadion ausgezeichnet.

## Privates
Deumling ist mit Heike Götz verheiratet und hat eine Tochter und einen Sohn. Er engagiert sich in der Initiative umstaendehalber, die alleinstehende Schwangere unterstützt. Außerdem agiert Deumling als Schirmherr für die Pfiffikus Lern- & Hausaufgabenhilfe e.V., die Kinder mit Migrationshintergrund und sozialer Indikation in der Grundschule unterstützt.